# Cesare Benedetti
Cesare Benedetti   (Rovereto, 3 d'agost de 1987) és un ciclista italià professional des del 2010 fins a l'agost de 2024. El seu darrer equip fou el Bora-Hansgrohe. En el seu palmarès destaca una victòries d'etapa al Giro d'Itàlia de 2019.

## Palmarès
- 2008
  - 1r al Trofeu Edil C
- 2019
  - Vencedor d'una etapa al Giro d'Itàlia

### Resultats al Giro d'Itàlia
- 2012. 107è de la classificació general
- 2017. 115è de la classificació general
- 2018. 108è de la classificació general
- 2019. 74è de la classificació general. Vencedor d'una etapa
- 2020. 94è de la classificació general
- 2021. 103è de la classificació general
- 2022. 120è de la classificació general
- 2023. 102è de la classificació general

### Resultats al Tour de França
- 2016. 128è de la classificació general

### Resultats a la Volta a Espanya
- 2016. 93è de la classificació general
- 2017. Abandona (8a etapa)
- 2021. 107è de la classificació general